# 秦淮八艳
秦淮八艳，又称金陵八艳，是明末清初在南京秦淮河畔八位才艺名妓的合称。八位均为歌妓才女，“秦淮八艳”即馬湘蘭、卞玉京、李香君、柳如是、董小宛、顧橫波、寇白門、陳圓圓。
明末时有名的歌妓輩出，盛極一時。當時許多文人在筆記小說和詩歌記錄了大量歌妓的容貌和風采。譬如萬曆年間出版的《金陵百媚》品題當時秦淮河諸妓並排定名次；錢謙益與愛妻柳如是作詩無數互相唱和，也為寇白門、顧橫波、董小宛等歌妓作詩、為文記錄；張岱在《陶庵夢憶》中有〈王月生〉條；余怀的《板桥杂记》中記載了顾横波、董小宛、卞玉京、李香君、寇白门、马湘兰等十數位名妓的生平、個性與才藝；冒襄《影梅庵憶語》詳述其與董小宛相識、結縭以至小宛病歿的過程。
当前版本的秦淮八艳出自張景祁在光緒十八年（1892年）編纂出版的《秦淮八艷圖》中，此八人為馬湘蘭、卞玉京、李香君、柳如是、董青蓮（董小宛）、顧橫波、寇白門和陳圓圓。當中柳如是出身吳江，董小宛和陳圓圓主要在蘇州半塘發展，此三人與秦淮關係不深，但仍因其美貌及傳奇性而入選。

## 事迹
秦淮八艳中，有五人生平事迹见于清代余怀《板桥杂记》：“妓家各分门户，争妍献媚，斗胜夸奇”。“李、卞为首，沙、顾次之，郑、顿、崔、马又其次也。”
- 顾横波，顾媚，字眉生，又名眉，庄妍靓雅，风度超群。通文史，善画兰，追步马守真（即马湘兰），而姿容胜之，时人推为南曲第一。
- 董小宛，董白，字小宛，一字青莲，天姿巧慧，容貌娟妍。七八岁时，阿母教以书翰，辄了了。少长，顾影自怜，针神曲圣，食谱茶经，莫不精晓。后卒为（冒）辟疆侧室，事辟疆九年，年二十七，以劳瘁死。
- 卞玉京，卞赛，一曰赛赛，后为女道士，自号玉京道人。知书，工小楷，善画兰、鼓琴，喜作风枝袅娜，一落笔，画十余纸。年十八，游吴门，居虎丘。寻归秦淮，遇乱，复游吴。
- 寇白门，白门娟娟静美，跌宕风流，能度曲，善画兰，粗知拈韵，能吟诗，然滑易不能竟学。十八九时，为保国公购之，贮以金屋，如李掌武之谢秋娘也。
- 李香君，李香，身躯短小，肤理玉色，慧俊婉转，调笑无双，人名之为“香扇坠”。后与侯朝宗相知相爱，孔尚任一部《桃花扇》使她名满天下。